# Procédé Mannheim
Le procédé Mannheim est un procédé de fabrication de l'acide chlorhydrique par réaction entre un sel de chlorure et l'acide sulfurique.
L'installation consiste en un four à moufle en brique dans lequel le mélange d'acide et de sel forment une pâte qui est remuée par un agitateur. Un léger vide est créé dans le four, ce qui permet la récupération du chlorure d'hydrogène sous forme de gaz. La pureté de l'acide est d'environ 85 %, le reste étant de l'air, des vapeurs d'acide sulfurique et des particules de sel. Plusieurs étapes de purification sont nécessaires avant absorption dans l'eau.
{\displaystyle 2NaCl+H_{2}SO_{4}\longrightarrow Na_{2}SO_{4}+2HCl}